# Octavio Díaz
Octavio Juan Díaz (ur. 7 października 1900, zm. 11 listopada 1973) – argentyński piłkarz noszący przydomek Oso, bramkarz.
Jako gracz klubu Rosario Central wziął udział w turnieju Copa América 1926, gdzie Argentyna została wicemistrzem Ameryki Południowej. Díaz zagrał we wszystkich czterech meczach – z Boliwią, Paragwajem, Urugwajem (stracił 2 bramki) i Chile (stracił bramkę).
Wciąż jako piłkarz klubu Rosario Central wziął udział w turnieju Copa América 1927, gdzie Argentyna zdobyła mistrzostwo Ameryki Południowej. Díaz zagrał w dwóch meczach – z Boliwią (stracił bramkę) i Urugwajem (stracił 2 bramki). W ostatnim meczu przeciwko Peru w bramce zastąpił go Ángel Bossio.
W latach 1926–1928 Díaz rozegrał w reprezentacji Argentyny 9 meczów.
Z powodu ogromnej i zwalistej postury Díaz otrzymał przydomek Oso, czyli Niedźwiedź.